# Ligne de Perros-Saint-Fiacre au Fret
La ligne de Perros-Saint-Fiacre au Fret est une ligne ferroviaire française à voie métrique non électrifiée de la région Bretagne. Elle fait partie de l'ancien Réseau Breton, située dans le département du Finistère.
Elle constituait la ligne 481 000 du réseau ferré national.

## Histoire
La ligne de Perros-Saint-Fiacre au Fret est déclarée d'utilité publique par une loi le 8 juillet 1909 en même temps que la section de ligne de Châteaulin à Camaret dont elle constitue un embranchement. Son exploitation est confiée à la Société générale des chemins de fer économiques par l'Administration des chemins de fer de l'État au travers d'un avenant à la convention du 5 mars 1886 signé le 20 avril 1914. Cet avenant est approuvé par décret le 8 décembre 1914.
La ligne est ouverte le 14 juin 1925 entre Perros-Saint-Fiacre et le Fret. Elle est fermée au trafic voyageurs en mai 1946 et au trafic marchandises le 10 avril 1967.
La ligne a été déclassée par décret le 9 août 1969.

## Tracé
La ligne a une longueur de 3,6 kilomètres. Elle a son origine en gare de Perros-Saint-Fiacre sur la ligne de Carhaix à Camaret-sur-Mer où se situe un raccord direct depuis Crozon. Elle atteint Le Fret, gare de d'échange avec le port du Fret et la rade de Brest. 